# 7932 Плімптон
7932 Плімптон (7932 Plimpton) — астероїд головного поясу, відкритий 7 квітня 1989 року.
Тіссеранів параметр щодо Юпітера — 3,512.